# تحلیل شبکه (مدارهای الکتریکی)
| تجزیه و تحلیل شبکه خطی                                                                          | تجزیه و تحلیل شبکه خطی |
| عناصر                                                                                           | عناصر                  |
| ----------------------------------------------------------------------------------------------- | ---------------------- |
| مقاومت · راکتانس · امپدانس · کنداکتانس                                                          |                        |
| قطعات                                                                                           |                        |
|                                                                                                 |                        |
| مدارهای سری و موازی                                                                             |                        |
| مقاومت‌های سری · مقاومت‌های موازی · خازن‌های سری · خازن‌های موازی · القاگرهای سری · القاگرهای موازی |                        |
| تبدیلات امپدانس                                                                                 |                        |
| تبدیل‌های Y-Δ و Δ-Y · star-polygon transforms                                                    |                        |
| قضایای منابع                                                                                    | قضایای شبکه            |
|                                                                                                 |                        |
| روش‌های تجزیه و تحلیل شبکه                                                                       |                        |
|                                                                                                 |                        |
| عناصر دوقطبی                                                                                    |                        |
| پارامترهای-z · y-parameters · h-parameters · g-parameters · S-پارامترهای                        |                        |
|                                                                                                 | نمایش بحث ویرایش       |

شبکه، در زمینه مهندسی برق و الکترونیک، مجموعه‌ای از اجزای به هم پیوسته‌است. تحلیل شبکه فرایند یافتن ولتاژها و جریان‌های عبوری از تمام اجزای شبکه است. فنون‌های زیادی برای محاسبه این مقادیر وجود دارد. با این حال، در اکثر موارد، فن اجزای خطی را فرض می‌کنند. به جز موارد ذکرشده، روش‌های شرح‌داده‌شده در این مقاله فقط برای تحلیل شبکه خطی قابل استفاده هستند.

## تعاریف
| قطعه             | افزاره‌ای با دو یا چند پایانه که ممکن است جریان به داخل یا خارج از آنها جریان یابد. |
| گره              | نقطه‌ای که در آن پایانه‌های بیش از دو جزء به هم متصل می‌شوند. رسانایی با مقاومتِ اساساً صفر به‌عنوان یک گره برای تحلیل در نظر گرفته می‌شود. |
| شاخه             | جزء(ها) که دو گره را به هم پیوندمی‌زنند. |
| مش               | گروهی از شاخه‌ها در یک شبکه به هم‌پیوسته تا یک حلقه کامل تشکیل دهند به طوری که حلقه دیگری در داخل آن وجود نداشته باشد. |
| درگاه            | دو پایانه که جریان ورودی به یکی با جریان خروجی دیگری یکسان است. |
| مدار             | جریانی از یک پایانه منبع، از طریق قطعه‌(های) بار و به پایانه دیگر برمی‌گردد. یک مدار، از این نظر، یک شبکه یک-درگاهی است و یک مورد بدیهی برای تحلیل است. اگر هر گونه اتصال به مدارهای دیگری وجود داشته باشد، یک شبکه نابدیهی تشکیل شده‌است و حداقل دو درگاه باید وجود داشته باشد. اغلب، «مدار» و «شبکه» به جای یکدیگر استفاده می‌شوند، اما بسیاری از تحلیل‌گران «شبکه» را به معنای مدل ایده‌آلی متشکل از اجزای ایده‌آل جایگزین می‌کنند. |
| تابع انتقال      | رابطه جریان و/یا ولتاژ بین دو درگاه. اغلب، یک درگاه ورودی و یک درگاه خروجی شرح‌می‌دهد و تابع انتقال به‌عنوان بهره یا تضعیف توصیف می‌شود. |
| تابع انتقال قطعه | رای یک قطعه دو-پایانه‌ای (یعنی قطعه یک درگاهی)، جریان و ولتاژ به‌عنوان ورودی و خروجی در نظر گرفته می‌شود و تابع انتقال دارای واحدهای امپدانس یا ادمیتانس خواهد بود. (معمولاً یک موضوع دلخواه برای سهولت است که خواه ولتاژ یا جریان ورودی درنظر گرفته می‌شود). یک قطعه سه پایانه‌ای (یا بیشتر) به‌طور مؤثر دارای دو (یا بیشتر) درگاه است و تابع انتقال نمی‌تواند به‌صورت یک امپدانس منفرد بیان شود. روش معمول این است که تابع انتقال را به‌صورت ماتریسی از پارامترها بیان کنیم. این پارامترها می‌توانند امپدانس باشند، اما تعداد زیادی روش دیگر وجود دارد (به شبکه دوقطبی مراجعه کنید). |

## مدارهای معادل
یک روش مفید در تحلیل شبکه، ساده‌کردن شبکه با کاهش تعداد اجزا است. این را می‌توان با جایگزینی قطعات فیزیکی با سایر قطعات فرضی که همان اثر را دارند انجام داد. یک فن خاص ممکن است به‌طور مستقیم تعداد اجزا را کاهش دهد، به‌عنوان مثال ترکیب امپدانس‌ها در سری. از سوی دیگر، ممکن است صرفاً شکل را به شکلی تغییر دهد که در آن اجزاء در عملیات بعدی کاهش یابند. به‌عنوان مثال، ممکن است با استفاده از قضیه نورتون یک منبع ولتاژ را به یک منبع جریان تبدیل کنیم تا بتوانیم مقاومت داخلی منبع را با یک بار امپدانس موازی ترکیب کنیم.

### امپدانس‌ها به‌صورت سری و موازی
برخی شبکه دو پایانه‌ای از امپدانس‌ها را می‌توان درنهایت با کاربردهای پی‌درپی امپدانس‌ها به‌صورت سری یا موازی به یک امپدانس کاهش داد.
امپدانس‌های سری : {\displaystyle Z_{\mathrm {eq} }=Z_{1}+Z_{2}+\,\cdots \,+Z_{n}.}
امپدانس‌ها به‌صورت موازی : {\displaystyle {\frac {1}{Z_{\mathrm {eq} }}}={\frac {1}{Z_{1}}}+{\frac {1}{Z_{2}}}+\,\cdots \,+{\frac {1}{Z_{n}}}.}
موارد فوق فقط برای دو امپدانس به‌صورت موازی ساده شده‌است: {\displaystyle Z_{\mathrm {eq} }={\frac {Z_{1}Z_{2}}{Z_{1}+Z_{2}}}.}

### تبدیل دلتا-وای(ستاره-مثلث)
شبکه‌ای از امپدانس‌ها با بیش از دو پایانه را نمی‌توان به یک مدار معادل امپدانسی کاهش داد. یک شبکه n ترمینال در بهترین حالت می‌تواند به n امپدانس کاهش یابد (در بدترین حالت n C 2). برای یک شبکه سه پایانه‌ای، سه امپدانس را می‌توان به‌صورت شبکه سه گره دلتا (Δ) یا شبکه چهار گره ستاره (Y) بیان کرد. این دو شبکه معادل هستند و تبدیلات بین آنها در زیر آورده شده‌است.

#### معادلات تبدیل مثلث به ستاره
{\displaystyle R_{a}={\frac {R_{\mathrm {ac} }R_{\mathrm {ab} }}{R_{\mathrm {ac} }+R_{\mathrm {ab} }+R_{\mathrm {bc} }}}}
{\displaystyle R_{b}={\frac {R_{\mathrm {ab} }R_{\mathrm {bc} }}{R_{\mathrm {ac} }+R_{\mathrm {ab} }+R_{\mathrm {bc} }}}}
{\displaystyle R_{c}={\frac {R_{\mathrm {bc} }R_{\mathrm {ac} }}{R_{\mathrm {ac} }+R_{\mathrm {ab} }+R_{\mathrm {bc} }}}}

#### معادلات تبدیل ستاره به مثلث
{\displaystyle R_{\mathrm {ac} }={\frac {R_{a}R_{b}+R_{b}R_{c}+R_{c}R_{a}}{R_{b}}}}
{\displaystyle R_{\mathrm {ab} }={\frac {R_{a}R_{b}+R_{b}R_{c}+R_{c}R_{a}}{R_{c}}}}
{\displaystyle R_{\mathrm {bc} }={\frac {R_{a}R_{b}+R_{b}R_{c}+R_{c}R_{a}}{R_{a}}}}

### شکلِ کلی حذف گره شبکه
تبدیل ستاره به مثلث و مقاومت-سری موارد خاصی از الگوریتم حذف گره شبکه مقاومت عمومی است. هر گره‌ای که توسط {\displaystyle N} مقاومت ({\displaystyle R_{1}} .. {\displaystyle R_{N}}) به گره‌های ۱ تا N متصل شود، می‌تواند با {\textstyle {N \choose 2}} مقاومت که {\displaystyle N} گره باقی مانده را به‌هم متصل می‌کند، جایگزین شود.
گره‌ها مقاومت بین هر دو گره {\displaystyle x} و {\displaystyle y} از رابطه زیر بدست می‌آید:
{\displaystyle R_{\mathrm {xy} }=R_{x}R_{y}\sum _{i=1}^{N}{\frac {1}{R_{i}}}}
برای ستاره به مثلث ({\displaystyle N=3}) این به:
{\displaystyle R_{\mathrm {ab} }=R_{a}R_{b}({\frac {1}{R}}_{a}+{\frac {1}{R}}_{b}+{\frac {1}{R}}_{c})={\frac {R_{a}R_{b}(R_{a}R_{b}+R_{a}R_{c}+R_{b}R_{c})}{R_{a}R_{b}R_{c}}}={\frac {R_{a}R_{b}+R_{b}R_{c}+R_{c}R_{a}}{R_{c}}}}
برای کاهش سری ({\displaystyle N=2}) این به:
{\displaystyle R_{\mathrm {ab} }=R_{a}R_{b}({\frac {1}{R}}_{a}+{\frac {1}{R}}_{b})={\frac {R_{a}R_{b}(R_{a}+R_{b})}{R_{a}R_{b}}}=R_{a}+R_{b}}
برای یک مقاومت آویزان ({\displaystyle N=1}) منجر به حذف مقاومت می‌شود زیرا {\displaystyle {1 \choose 2}=0} .

### تبدیل منبع

یک منبع با امپدانس داخلی (یعنی منبع غیرایده‌آل) می‌تواند به‌عنوان یک منبع ولتاژ ایده‌آل یا یک منبع جریان ایده‌آل به اضافه امپدانسی نمایش داده شود. این دو شکل معادل هستند و تبدیل‌ها در زیر آورده شده‌است. اگر دو شبکه با توجه به پایانه‌های ab معادل باشند، V و I باید برای هر دو شبکه یکسان باشند. بدین ترتیب،
{\displaystyle V_{\mathrm {s} }=RI_{\mathrm {s} }\,\!} یا {\displaystyle I_{\mathrm {s} }={\frac {V_{\mathrm {s} }}{R}}}
- قضیه نورتون بیان می‌کند که هر شبکه خطی دوقطبی را می‌توان به یک منبع جریان ایده‌آل و یک امپدانس موازی تقلیل‌داد.
- قضیه تونن بیان می‌کند که هر شبکه خطی دوقطبی را می‌توان به یک منبع ولتاژ ایده‌آل به اضافه یک امپدانس سری کاهش‌داد.

## شبکه‌های ساده

### تقسیم ولتاژ اجزای سری
n امپدانس را در نظر بگیرید که به‌صورت سری به هم متصل شده‌اند. ولتاژ {\displaystyle V_{i}} دوسَر هر امپدانس {\displaystyle Z_{i}} است
{\displaystyle V_{i}=Z_{i}I=\left({\frac {Z_{i}}{Z_{1}+Z_{2}+\cdots +Z_{n}}}\right)V}

### تقسیم جریان اجزای موازی
n ادمیتانس را در نظر بگیرید که به‌صورت موازی به هم متصل شده‌اند. جریان {\displaystyle I_{i}} از طریق هر ادمیتانس {\displaystyle Y_{i}} است
{\displaystyle I_{i}=Y_{i}V=\left({\frac {Y_{i}}{Y_{1}+Y_{2}+\cdots +Y_{n}}}\right)I}
برای {\displaystyle i=1,2,...,n.}

#### مورد خاص: تقسیم جریان دو قطعه موازی
{\displaystyle I_{1}=\left({\frac {Z_{2}}{Z_{1}+Z_{2}}}\right)I}
{\displaystyle I_{2}=\left({\frac {Z_{1}}{Z_{1}+Z_{2}}}\right)I}

## تحلیل گره
1. تمام گره‌های مدار را برچسب گذاری کنید. به‌طور دلخواه هر گِرهی را به‌عنوان مرجع انتخاب کنید.
2. یک متغیر ولتاژ از هر گره باقی مانده به مرجع تعریف کنید. این متغیرهای ولتاژ باید به‌صورت افزایش ولتاژ نسبت به گره مرجع تعریف شوند.
3. برای هر گره به جز مرجع یک معادله KCL بنویسید.
4. دستگاه معادلات حاصل را حل کنید.

## تحلیل مِش
مش - حلقه‌ای که حاوی حلقه داخلی نیست.
1. تعداد «قاب‌های پنجره» را در مدار بشمارید. یک جریان مش به هر قاب پنجره اختصاص دهید.
2. برای هر مش که جریان آن ناشناخته است یک معادله KVL بنویسید.
3. معادلات حاصل را حل کنید.

## برهم‌نهی(جمع‌آثار)
در این روش اثر هر منبع به نوبه خود محاسبه می‌شود. تمام منبع‌های غیر از منبع مورد نظر حذف‌شده، یعنی منبع‌های ولتاژ اتصال‌کوتاه یا در مورد منبع‌های جریان مدار باز می‌شوند. سپس کل جریان عبوری یا ولتاژ کل در یک شاخه خاص بر اثر آن یک منبع که حذف نشده بود محاسبه می‌شود، این کار را برای تک‌تک منابع انجام می‌دهیم و سپس با جمع‌کردن تمام جریان‌ها یا ولتاژها مقدار کمیت خواسته‌شده محاسبه می‌شود.
یک فرض اساسی برای این روش وجود دارد که جریان یا ولتاژ کل برهم‌نهی خطی با قطعات آن است؛ بنابراین، درصورت وجود اجزای غیرخطی، نمی‌توان از روش استفاده کرد.

## تابع انتقال
یک تابع انتقال، رابطه بین ورودی و خروجی یک شبکه را بیان می‌کند. برای شبکه‌های مقاومتی، این همیشه یک عدد حقیقی ساده یا یک عبارت است که به یک عدد حقیقی خلاصه می‌شود. شبکه‌های مقاومتی با دستگاه معادلات جبری چندمجهولی نمایش داده می‌شوند. با این حال، در حالت کلی شبکه‌های خطی، شبکه با یک دستگاه معادلات دیفرانسیل خطی چندمجهولی نشان داده می‌شود. در تجزیه و تحلیل شبکه، به‌جای استفاده مستقیم از معادلات دیفرانسیل، معمول است که ابتدا یک تبدیل لاپلاس روی آنها انجام شود و سپس نتیجه برحسب پارامتر لاپلاس s بیان شود که به‌طور کلی مختلط است. این به‌عنوان کارکردن در حوزه-s توصیف می‌شود. کارکردن با معادلات به‌طورمستقیم به‌عنوان کارکردن در حوزه زمان (یا t) توصیف می‌شود زیرا نتایج به‌صورت کمیت‌های متغیر زمان بیان می‌شوند. تبدیل لاپلاس روش ریاضی تبدیل بین حوزه s و حوزه t است.
این رویکرد در نظریه کنترل استاندارد است و برای تعیین پایداری یک سامانه، به‌عنوان مثال، در یک تقویت‌کننده با بازخورد مفید است.

#### مدار معادل سیگنال کوچک
این روش را می‌توان در مواردی استفاده کرد که انحرافش (به انگلیسی: deviation) سیگنال‌های ورودی و خروجی در یک شبکه در یک بخش خطی قابل ملاحظه‌ای از تابع انتقال افزاره‌های غیرخطی باقی می‌ماند، یا در غیر این صورت آنقدر کوچک است که منحنی تابع انتقال را می‌توان خطی در نظر گرفت. تحت مجموعه‌ای از این شرایط خاص، افزاره غیرخطی را می‌توان با یک شبکه خطی معادل نشان داد. باید به خاطر داشت که این مدار معادل کاملاً نظری است و فقط برای انحرافات سیگنال کوچک معتبر است. این به‌طور کامل برای بایاس دی‌سی دستگاه قابل اجرا نیست.

#### روش خطی تکه‌ای
در این روش تابع انتقال افزاره غیرخطی به ناحیه‌هایی تقسیم می‌شود. هر یک از این نواحی با یک خط مستقیم تقریب‌زده می‌شود؛ بنابراین، تابع انتقال تا یک نقطه خاص که در آن ناپیوستگی وجود دارد، خطی خواهد بود. پس از این نقطه، تابع انتقال دوباره خطی خواهد بود اما با شیب متفاوت.